# Грегорчак-Одринська Галина Василівна
Гали́на Васи́лівна Грегорча́к-Одри́нська (нар. 6 грудня 1982, Рахів) — українська артистка музичної комедії, солістка-вокалістка (колоратурне сопрано) Київського театру оперети. Заслужена артистка України (2014).

## Життєпис
Закінчила Рахівську дитячу музичну школу, Ужгородське музучилище імені Д. Задора, Національну музичну академію України ім. П. І. Чайковського (клас Євгенії Мірошниченко).
Неодноразово виступала з сольною програмою на фестивалі гумору і сатири «Бербениця фіґлів».
У Національній опереті України з 2007 року.
У березні 2012 року виступала на сцені Санкт-Петербурзького державного театру музичної комедії з відомим диригентом Пітером Гутом на ювілейному V Міжнародному гала-концерці «Заради жінок, заради жінок …», де Г. Грегорчак представляла Україну.
Галина Грегорчак-Одринська віртуозно володіє унікальним голосом (колоратурне сопрано), що дозволяє їй виконувати головні ролі в операх-буф, класичних оперетах та мюзиклах.

## Ролі
- Ернестіна («Звана вечеря з італійцями» Ж. Оффенбаха)
- Лізхен («Кавова кантата» Й. С. Баха)
- Розіта («Ключ на бруківці, або Пригоди весільної ночі» Ж. Оффенбаха)
- Віолетта («Фіалка Монмартру» І. Кальмана)
- Адель («Летюча миша» Й. Штрауса)
- Парася («Сорочинський ярмарок» О. Рябова)
- Елен («Welcome to Ukraine, або Подорож у кохання»)
- Галя («За двома зайцями» В. Ільїна та В. Лукашова)
- Арсена («Циганський барон» Й. Штрауса)
- Луіс Лейн, Б'янка Мінола («Цілуй мене, Кет!» К. Портера)
- Кларіче («Труффальдіно із Бергамо» О. Колкера)
- Деніза («Мадемуазель Нітуш» Ф. Ерве)
- Душечка («Sugar, або В джазі тільки дівчата» Дж. Стайна)

Також співає арії з класичних опер («Севільський цирульник» Дж. Россіні, «Дон Сезар де Базан» Ж. Массне та ін.) і сучасних мюзиклів (Кунігунда у «Кандіді» Л. Бернстайна).

## Нагороди
- Лауреат Всеукраїнського конкурсу-огляду «Нові імена», 2004
- Спеціальний диплом на Міжнародному конкурсі ім. А. Нежданової «За найкраще виконання твору сучасного композитора», 2010[2]
- Премія «За найкраще виконання жіночої партії» VI Регіонального фестивалю комедії «Золоті оплески Буковини» за роль Ернестіни в опері-буф Ж. Оффенбаха «Звана вечеря з італійцями», м. Чернівці, 2010
- Премія «Найкраща жіноча роль» (Ернестіна в опері-буф «Звана вечеря з італійцями» Ж. Оффенбаха) на IX Міжнародному театральному фестивалі «Класика сьогодні», 2013, м. Дніпродзержинськ.
- 17 грудня 2014 Галині Грегорчак-Одринській присвоєно звання Заслуженої артистки України.[3]